# Centre national du cinéma (Algérie)
Le Centre national du cinéma est un organisme officiel algérien, sous tutelle du ministère de la Culture.
Anciennement connu sous le nom de Centre de diffusion cinématographique puis de centre national de la cinématographie et de l’audiovisuel (CNCA), le Centre national du cinéma est l'organisme de contrôle et régulation des activités cinématographiques du pays.

## Missions
Ses missions, son organisation et son fonctionnement sont régis par le décret exécutif n° 25-196 du 13 juillet 2025 « portant réorganisation du centre national de la cinématographie et de l’audiovisuel et changement de sa dénomination ».